# Проспект Победы (Выборг)
Проспект Победы — проспект в Выборге, застройка которого осуществляется с 1965 года в рамках реализации плана формирования центральной городской автомагистрали. Единственный из пяти выборгских проспектов, представляющий собой в плане не прямую линию, а дугу.

## История
В 1963 году был утверждён генеральный план застройки и реконструкции Выборга, предусматривавший развёртывание массового строительства на индустриальной основе на пустынных землях за Батарейной горой.
На основании плана в 1965 году в ознаменование 20-летия разгрома германского фашизма в Великой Отечественной войне был заложен новый, пятый городской проспект. В начале, на углу с улицей Гагарина, установлен гранитный закладной камень. В настоящее время проезжая часть пролегает до Приморской улицы, однако генпланом города предполагается продление проспекта в южном направлении с выходом на трассу Выборг — Санкт-Петербург в районе Черкасово для создания транспортной магистрали — дублёра Ленинградского шоссе со стороны въезда в Выборг. В связи с этим жилые дома, возведённые в квартале, расположенном между Приморской и Круговой улицами и далее, имеют нумерацию по проспекту Победы.

## Здания и сооружения
Большая часть зданий — жилые типовые многоквартирные дома советской архитектуры — «хрущёвки» и панельные и кирпичные дома более поздних серий. В 1990-х годах выстроен комплекс малоэтажных сблокированных краснокирпичных коттеджей по проектам архитекторов Б. И. Юрина и И. Х. Москалёвой.
В соответствии с генеральным планом Выборга, утверждённым в 1985 году, в квартале за Приморской улицей предполагалось строительство общественно-торгового центра, включающего комплекс предприятий торговли и общественного питания, а также Дом Быта, поликлинику, гостиницу, кинотеатр и Дом Культуры с развитым спорткомплексом. Большая часть проекта не реализована, однако в 2007 году на пересечении Приморской улицы возведено здание бассейна.
У перекрёстка с улицей Гагарина в качестве памятника Советско-финляндской войны (1939—1940) в мае 2007 года установлен танк Т-26 (командирский), обнаруженный на дне Выборгского залива в 2005 году.
Эффектным элементом застройки проспекта призваны стать многоэтажные дома монументального жилого комплекса «Брусника», однако строительство, начатое в 2007 году, ограничилось возведением одного недостроенного корпуса по Августовской улице.
С 2008 года, после разделения всей территории Выборга на микрорайоны, проспект Победы относится к Центральному микрорайону города.
В рамках работ по озеленению проспекта у перекрёстка с Наклонной улицей была заложена «Аллея любви». Первоначально предполагалось сформировать аллею из саженцев, чтобы молодожёны после регистрации брака приезжали на проспект и высаживали своё дерево. Однако традиция не получила широкого распространения, несмотря на то, что в 2011 году аллея была благоустроена: установлены металлические конструкции — скамейка, декоративный фонарь, арка, ведущая на вымощенную аллею, а также мостик, на ограждение которого влюблённые могут крепить символические замочки в знак своего чувства. Неудачный опыт был учтён при благоустройстве сквера Молодёжи, более востребованного для брачных церемоний.
В 2019 году безымянный сквер у закладного камня в начале проспекта получил название «сквер Победы»; в 2020 году проведены работы по его благоустройству с установкой фотопанно «Бессмертный полк» и заменой берёз елями. В ходе благоустройства было изменено местоположение закладного камня.
- Памятник-танк Т-26
- Генеральным планом города предусмотрено превращение проспекта Победы в центральную городскую автомагистраль